# Hefestion iz Tebe
Hefestion iz Tebe (starogrčki: Ἡφαιστίων ὁ Θηβαῖος, Hēphaistíōn ho Thēbaĩos) bio je helenizirani kasnoantički egipatski astrolog koji je napisao oko 415. djelo poznato kao Apotelesmatika. Čini se da je veći dio rada pokušaj sintetiziranja ranijih djela astrologa Doroteja Sidonskog iz 1. stoljeća i astrologa Klaudija Ptolomeja iz 2. stoljeća. Hefestion se uglavnom smatra jednim od kasnijih kompilatora helenističke astrološke tradicije budući da uglavnom crpi od ranijih astrologa, uključujući Antioha iz Atene, i sažima velike dijelove Ptolemeja i Doroteja, što je korisno modernim znanstvenicima budući da nemamo drugih spomena mnogih autora koje citira.
Čini se da je Hefestionova namjera bila pomiriti utjecajnu Ptolemejevu tradiciju s ranijim praksama koje je zastupao Dorotej Sidonski. Pisao je u vrijeme i na mjestu (vjerojatno u Aleksandriji) kada su se astrološke ideje sažimale i konsolidirale, nakon premještanja prijestolnice Carstva iz Rima u Carigrad. Njegovi su suvremenici bili Pavao iz Aleksandrije (378.) i anonimni autor poznate Rasprave o fiksnim zvijezdama (379.).
Iako je bio utjecajan među kasnijim bizantskim astrolozima, čini se da je njegov rad imao mali utjecaj na arapsku tradiciju koja mu je slijedila. Prva dva sveska Apotelesmatike preveo je na engleski Robert Schmidt iz Project Hindsight, a treći Benjamin N. Dykes i Eduardo J. Gramaglia.